# Centro de Sídney
El Centro de Sídney (CBD en inglés) es el Suburbio central de Sídney. Es el centro de la ciudad de Sídney. Se sitúa al borde de la bahía de Sídney entre North Sydney al norte, Wooloomooloo al oriente, Último al poniente y Surrey Hills al sur.

## Edificios Mayores
El centro de Sídney tiene muchos de los rascacielos los más altos de Australia como la Torre Governor Phillip, el Centro MLC y el World Tower. La estructura la más alta es la Sydney Tower con 309 metros. Otro edificio mayor es el Ópera de Sídney.

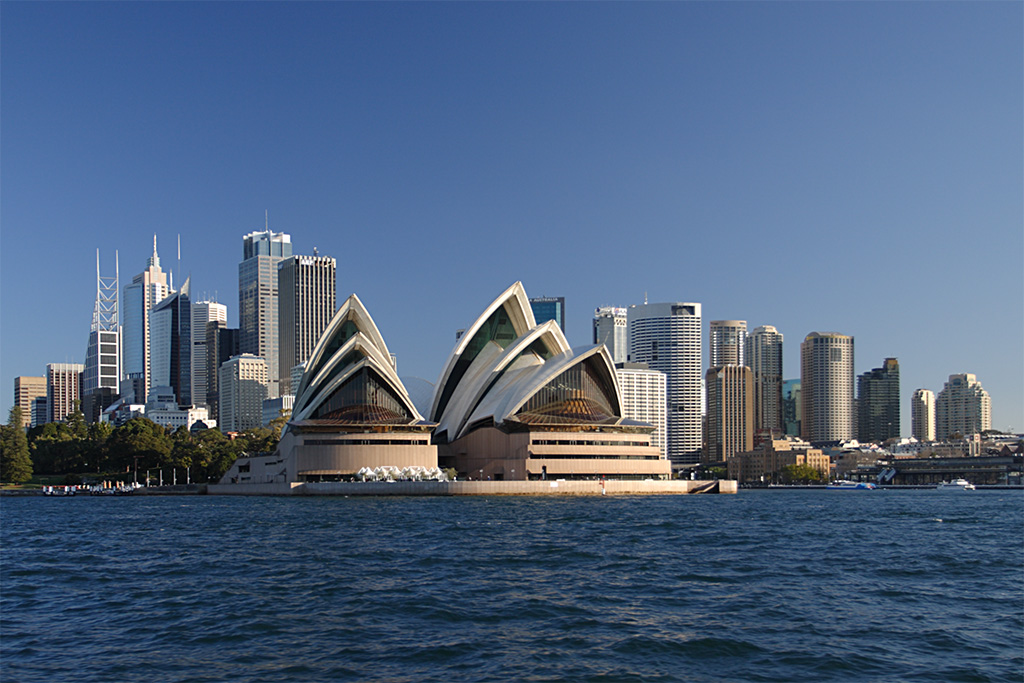
El Centro de Sídney visto desde la bahía de Sídney.

Los cuarteles de Hyde Park son Patrimonio de la Humanidad de la Unesco.

## Localidades
Las localidades del centro de Sídney son The Rocks, Circular Quay, Darling Harbour, Wynyard, Chinatown, y Central Station.